# Ничке-Сай (Джалал-Абадская область)
Ничке-Сай (кирг. Ничке-Сай) — село в Токтогульском районе Джалал-Абадской области Кыргызстана. Административный центр Ничке-Сайского айылного аймака.

## География
Село расположено в северо-восточной части области, на правом берегу реки Ничке-Сай, на расстоянии приблизительно 45 километров (по прямой) к юго-востоку от города Токтогула, административного центра района. Абсолютная высота — 1640 метров над уровнем моря.

## Население
Согласно оценочным данным Национального статистического комитета Кыргызской Республики, численность населения села на начало 2023 года составляла 2398 человек.
| год     | 2009 | 2014 | 2015 | 2020 | 2021 | 2023 |
| ------- | ---- | ---- | ---- | ---- | ---- | ---- |
| человек | 1860 | 1778 | 1783 | 2232 | 2279 | 2398 |